# 黑瑟爾河
51°58′26″N 7°54′59″E / 51.97389°N 7.91639°E

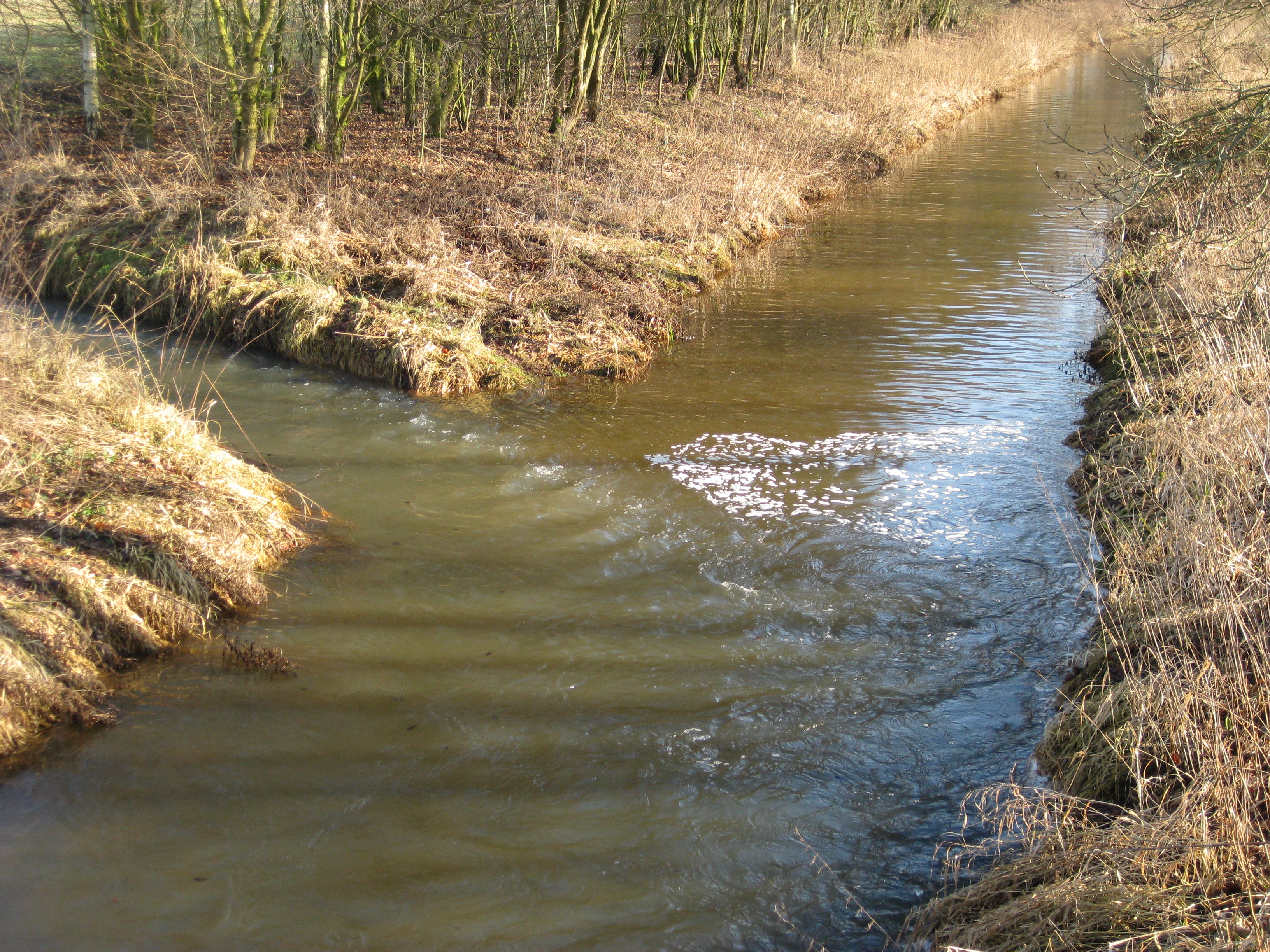

黑瑟爾河（德語：Hessel），是德國的河流，位於該國西部，處於北萊茵-威斯特法倫州，屬於埃姆斯河的右支流，河道全長39公里，流域面積213平方公里，發源自條頓堡林山，河口處在瓦倫多夫。